# Zima Helikonii
Zima Helikonii (tyt. oryg. Helliconia Winter) – powieść fantastycznonaukowa brytyjskiego pisarza Briana Aldissa z 1985 roku, trzeci tom trylogii o Helikonii.

## Fabuła
Na planecie Helikonii, opisywanej w cyklu powieści Briana Aldissa, zbliża się tysiącletnia zima, a do ludzkich siedzib coraz częściej zbliżają się fagory, rogate istoty podobne do Minotaura. Głównym motywem książki są przygody młodego Luterina Shokerandita, który uczestniczy w wojnie, a następnie wyrusza na pielgrzymkę.

## Nagrody i wyróżnienia
W 1985 roku powieść otrzymała nagrodę BSFA dla najlepszej powieści science fiction oraz nominację do nagrody Nebula.

## Polskie wydanie
Polskie wydanie książki zostało opublikowane w 1992 roku przez wydawnictwo Iskry w przekładzie Tomasza Wyżyńskiego w serii Fantastyka-Przygoda.